# جان بی. مک‌کی
جان بی. مک‌کی (به انگلیسی: John B. McKay) (زاده ۸ دسامبر ۱۹۲۲ - درگذشته	۲۷ آوریل ۱۹۷۵) فضانورد اهل کشور ایالات متحده آمریکا است
مک‌کی در ۸ دسامبر ۱۹۲۲ در پورتسموث، ویرجینیا زاده شد.
وی در مأموریت نورث امریکن ایکس-۱۵ حضور داشته است.